# Бугатти, Жан
Жан Бугатти (итал. Jean Bugatti) — итальяно-французский автомобилестроитель, сын основателя известной французской марки Bugatti Этторе Бугатти, один из руководителей и дизайнеров компании.

## Биография
Родился 15 января 1909 года в Кёльне (Германия). Вскоре после этого семья переехала во Францию, близ города Мольсайм. Здесь Этторе Бугатти и основал компанию Bugatti. Семья Бугатти жила и работала во Франции, поэтому Жанберто называли Жаном.
Жан с детства интересовался бизнесом отца. К концу 1920-х он уже работал в компании. В 1931 году Жан спроектировал кузов для родстера Bugatti Type 55, который вошёл в историю и поднял авторитет 22-летнего Жана в компании. В 1932 году Жан работал над дизайном кузова Royale. Кузов одного из Royale с номером шасси 41.111 был целиком его разработкой. Талант Жана и навыки его отца успешно дополняли друг друга, в результате чего производились удачные автомобили.

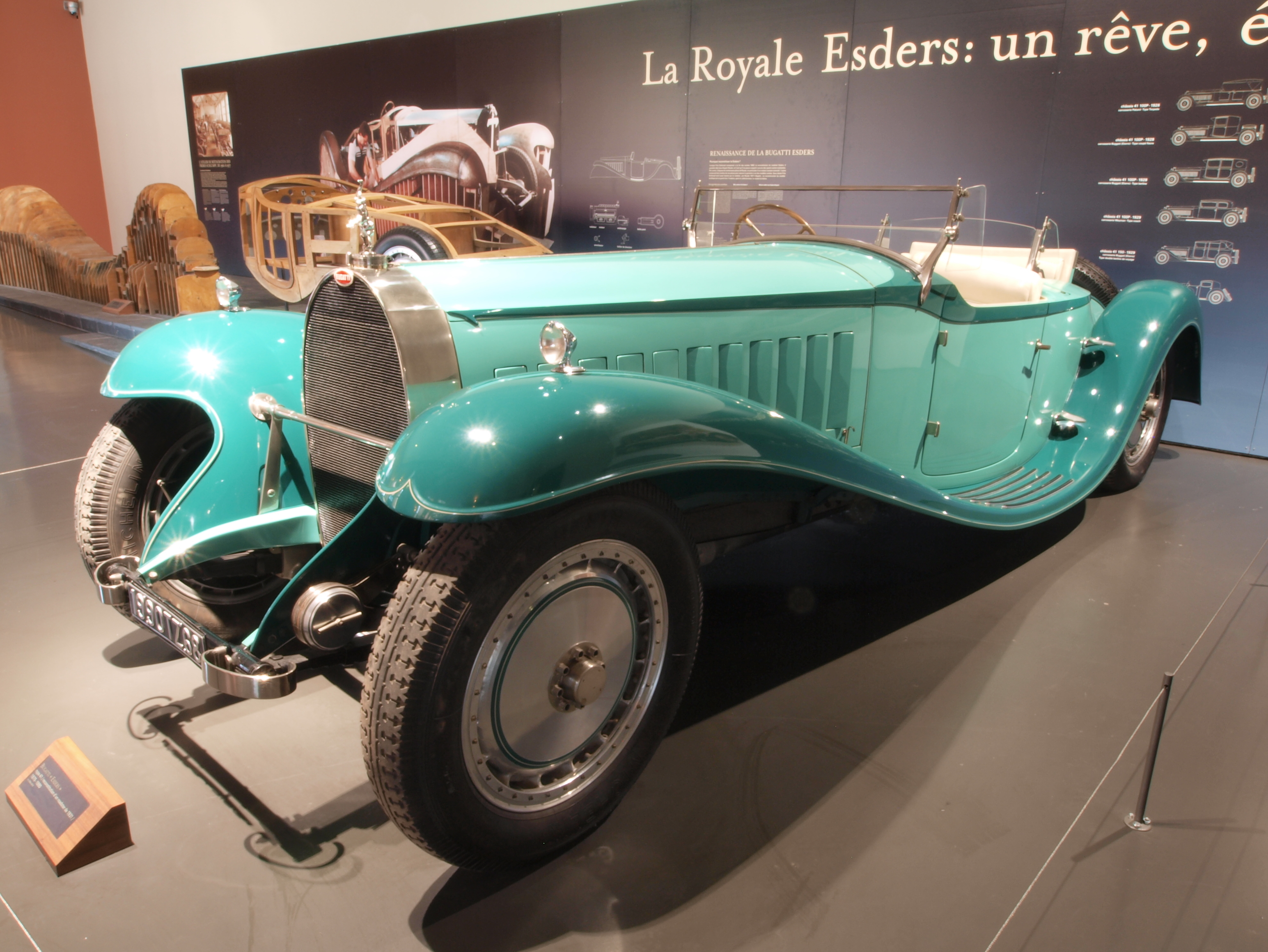
Bugatti Type 41 Royale Roadster

Следующей разработкой Жана Бугатти был автомобиль Bugatti Type 57. Самой успешной его разработкой считается модификация Type 57SC Atlantic 1936 года. Кузов модели был каплеобразным, сделанным из сплава магния и алюминия (примечательно, что заклёпки, которыми крепились детали, были выведены наружу, что придавало автомобилю ещё более необычный вид).
Жан часто сам испытывал модели. Также он сделал и с модификацией Type 57C Tank. После того как автомобиль победил в гонке на выносливость 24 часа Ле-Мана в 1939 году, 11 августа Жан взял его на тестирование в Мольсайм и разбился на трассе Мольсайм-Страсбург близ деревушки Дюпигайм в возрасте 30 лет. Похоронен в родной деревне близ Кёльна, на месте аварии поставлен памятник.